# بيرفلوروهيكسيلوكتان
بيرفلوروهكسيلوكتان (Perfluorohexyloctane)، الذي يباع تحت الإسم التجاري ميبو(Miebo )، هو دواء يستخدم لعلاج مرض جفاف العين.  و يعطى كقطرة للعين . 
قد تشمل الآثار الجانبية لهذا العقار على: عدم وضوح الرؤية.  و هو عبارة عن ألكان شبه مفلور و يُعتقد أنه يعمل على منع تبخر الدموع. 
تمت الموافقة على استخدام بيرفلوروهكسيلوكتان طبيا في الولايات المتحدة في عام 2023. و فيها يبلغ سعر زجاجة سعة 3 مل حوالي 780 دولارًا أمريكيًا اعتبارًا من عام 2023. 